# Ес-Кампо де Авијасион (Санто Доминго Албарадас)
Ес-Кампо де Авијасион (шп. Ex-Campo de Aviación) насеље је у Мексику у савезној држави Оахака у општини Санто Доминго Албарадас. Насеље се налази на надморској висини од 1438 м.

## Становништво
Према подацима из 2010. године у насељу су живела 4 становника.

### Хронологија
| Година       | 2000 | 2005       | 2010 |
| ------------ | ---- | ---------- | ---- |
| Становништво | 4    | 18 (9 / 9) | 4    |

### Попис
| # | Индикатор                     | Вредност |
| - | ----------------------------- | -------- |
| 1 | Укупно домаћинстава           | 4        |
| 2 | Укупно насељених домаћинстава | 2        |
| 3 | Величина локације             | 1        |